# Cultura do Gabão
Segue-se uma lista de tópicos sobre a cultura do Gabão:
- Grupos étnicos do Gabão
- Música do Gabão
- Bwiti
- Escritores:
  - Jean-Baptiste Abessolo
  - Vincent de Paul Nyonda
  - Angèle Rawiri

| Data           | Nome em português      |
| -------------- | ---------------------- |
| 1 de Janeiro   | Dia de ano novo        |
| 1 de Maio      | Dia do Trabalhador     |
| 15 de Agosto   | Assunção               |
| 16 de Agosto   | Dia Nacional           |
| 17 de Agosto   | Dia da Independência   |
| 1 de Novembro  | Dia de Todos-os-Santos |
| 25 de Dezembro | Natal                  |

Além destes feriados fixos, o Gabão comemora também os seguintes feriados móveis:
- Cristãos: Domingo de Páscoa, Segunda-feira de Páscoa, Pentecostes e Segunda-feira de Pentecostes
- Muçulmanos: 'Id al-Fitr e 'Id al-Adha

Os dias feriados foram criados pelo Decreto n° 000484, de 26 de Maio de 2004, que alterou o artigo 2 do decreto n° 000727/PR/MTEFP, de 29 de Junho de 1998, da Presidência da República Gabonesa.